# 的場淳吉
的場 淳吉（まとば じゅんきち、1931年1月15日 - ）は、日本の短距離走選手である。
1952年ヘルシンキオリンピックで男子400メートル競走に出場した。